# Yara Pilartz
Yara Pilartz (marzo de 1995) es una actriz franco-libanesa. Conocida por su papel de Clémentine en 17 hijas en 2011, por el cual ha recibido el premio de interpretación femenina del jurado joven en el festival de la película de La Reunión.
En 2012, interpretó a Camille en la serie Les Revenants, interpretación que retoma en 2015 en la segunda temporada.

## Filmografía
- 2011: 17 hijas de Delphine y Muriel Coulin: Clémentine
- 2015: Moonkup, las bodas de Hémophile de Piedra Mazingarbe: Hémophile (mediometraje)
- 2015: Las hijas de Alice Douard: Manon (mediometraje)
- 2023: Saint Lazare de Louis Douillez: Flore (mediometraje)

## Televisión
- 2012–2015: Los Revenants de Fabrice Gobert interpretando a Camille
- 2012: Pícaro de Magaly Richard-Serrano como Violette
- 2013: Myster Mocky (episodio «El Donativo de Iris»)